# Doro Pesch
Doro Pesch, původním jménem Dorothee Pesch (* 3. června 1964, Düsseldorf, Západní Německo) je zpěvačka z původně německé heavymetalové kapely Warlock a jedna z mála zpěvaček heavymetalové scény od roku 1980, ve které dominovali především muži.
Warlock prodělal řadu personálních změn, Doro Pesch byla jediným zbývajícím původním členem kapely. Po výměně nahrávací společnosti Doro pod vlastním jménem vydává své páté album, protože původní nahrávací firma vlastní ochrannou známku na název Warlock. Od roku 1989 se tak Doro vydává na svou sólovou dráhu a střídavě žije v New Yorku a rodném Düsseldorfu.

## Historie
Původně byla Doro členem skupiny Snakebite, v roce 1983 však odešla a připojila se ke kapele Warlock. V roce 1984 vydává Warlock své debutové album „Burning the Witches“, rok na to v roce 1985 album „Hellbound“, v roce 1986 album „True As Steel“. V roce 1987 vydává Warlock své čtvrté a nejúspěšnější album „Triumph And Agony“, kde došlo k personální bouři a jediná Doro zůstala jako původní člen. Deska, která mohla být pátým albem Warlocku, byla v roce 1989 vydána pod názvem „Force Majeure“. Její desetiletá smlouva s Polygramem skončila v roce 1995, další smlouvu podepsala s WEA (nyní Warner Music Group).
V roce 1995 Doro udělala svůj herecký debut v německém televizním programu „Verbotene Liebe“ (anglicky Forbidden Love – Zakázaná láska). Po turné k albu „Love Me in Black“ v roce 1998 podepsala novou smlouvu s nahrávací společností Steamhammer SPV.
V roce 2002 byla hostem na albu kapely U.D.O., kde nahrála spolu s Udo Dirkschneiderem skladbu "Dancing With an Angel".
Od roku 2004 vydala řadová alba „Classic Diamonds“, „Warrior Soul“ a "Fear No Evil" pod nahrávací společností AFM Records. V roce 2007 byla Doro hostem na desce kapely After Forever ve skladbě „Who I Am“.
Poslední dvě studiová alba Raise Your Fist a Forever Warriors, Forever United vydala u společnosti Nuclear Blast.

## Seznam členů

### Současní členové
- Doro Pesch – zpěv
- Nick Douglas – baskytara
- Bas Maas – kytara
- Johnny Dee – bicí
- Harrison Young – klávesy

### Bývalí členové
- Oliver Palotai – kytara, klávesy
- Robert Katrikh – kytara
- Jimmy DiLella – kytara
- Joe Taylor – kytara
- Jon Levin (1988–1989) – kytara
- Tommy Henriksen – baskytara
- Luca Princiotta – kytara, klávesy
- Paul Morris – klávesy
- Bobby Rondinelli – bicí

## Diskografie

### Warlock

#### Studiová alba
- Burning the Witches (1984)
- Hellbound (1985)
- True As Steel (1986)
- Triumph And Agony (1987)

#### Kompilace
- Rare Diamonds (1991)
- Earth Shaker Rock (1998)

#### EP
- You Hurt My Soul (On And On) (1985)
- Fight For Rock (1986)

#### Singly
- "Without You" (1984)
- "All Night" (1985)
- "Fight for Rock" (1986)
- "All We Are" (1987)
- "East Meets West" (1987)
- "Für Immer" (1987)

#### Dema
- Mausoleum Demo (1983)

#### VHS
- Metal Racer (1985)

#### DVD
- Doro Pesch and Warlock: Live (2002)

### Doro Pesch

#### Singly
- Burn It Up (2000)
- White Wedding (2001)
- We're Like Thunder (2005)
- In Liebe und Freundschaft (2005)
- Herzblut (2008)

### EP
- Let Love Rain On Me (2004)
- All We Are: The Fight (2007)
- Anthems for the Champion: The Queen (2007)
- Celebrate: The Night of the Warlock (2008)

### Kompilace
- A Whiter Shade of Pale (1995)
- Best Of (1998)

#### Studiová alba
- Force Majeure (1989)
- Doro (1990)
- Rare Diamonds (1991)
- True At Heart (1991)
- Angels Never Die (1993)
- Doro Live (1993)
- Machine II Machine (1995)
- Love Me In Black (1998)
- Calling The Wild (2000)
- Fight (2002)
- Classic Diamonds (2004)
- Warrior Soul (2006)
- Fear No Evil (2009)
- Raise Your Fist (2012)
- Forever Warriors, Forever United (2018)

#### DVD
- Für Immer (2003)
- Classic Diamonds - The DVD (2004)
- 20 Years A Warrior Soul (box set 2006)
- Strong And Proud: 30 Years Of Rock And Metal (2016)

### Duety
- 2016: Johan Hegg feat. Doro Pesh – A Dream That Cannot Be
- 2009: Saxon Feat. Doro Pesch – You've Got Another Thing Comin' (Judas Priest Cover)
- 2009: Skyline feat. Doro Pesch – Wacken Anthem
- 2009: Tarja Turunen feat. Doro Pesch – Walking With The Angels
- 2009: Saltatio Mortis feat. Doro Pesch – Salomé
- 2009: Saxon Feat. Doro Pesch – 747 Strangers in the Night
- 2009: Saxon Feat. Doro Pesch – All we Are
- 2008: Scorpions feat. Doro Pesch – Rock You Like a Hurricane
- 2008: Doro Pesch feat. Kiss in Time – All We Are
- 2008: Udo Dirkschneider feat. Doro Pesch – East meet West
- 2008: Tarja Turunen feat. Doro Pesch – The Seer
- 2008: Klaus Meine feat. Doro Pesch – Big City Nights
- 2008: Sabina Classen feat. Doro Pesch – All we Are
- 2007: Doro Pesch feat Marc Storace & Luke Gasser – "On my own"
- 2007: D:Prpjekt feat. Doro Pesch – Cold Prestige
- 2007: After Forever feat. Doro Pesch – Who I Am (on the After Forever album)
- 2007: Kreyson feat. Doro Pesch – Deep in the night
- 2004: Blaze Bayley feat. Doro Pesch – Fear of the Dark (Iron Maiden cover)
- 2004: Twisted Sister feat. Doro Pesch – White Christmas (on A Twisted Christmas)
- 2003: Ministry feat. Jorn Lande Vs. Doro Pesch – All we Are
- 2003: Udo Dirkschneider feat. Doro Pesch – Dancing with an Angel
- 2002: Dirk Bach feat. Doro Pesch – Gimme Gimme Gimme
- 2001: Holy Moses feat. Doro Pesch – Too Drunk To Fuck (Dead Kennedys cover)
- 2001: Lemmy feat. Doro Pesch – Alone Again on Calling The Wild